# Nokia 7650
Nokia 7650 là một điện thoại thông minh,thời trang và thử nghiệm series (7xxx). Chiếc điện thoại này được phát hành vào quý II năm 2002 cho khoảng 600 €.Điện thoại Nokia thông minh đầu tiên với hệ điều hành Symbian phiên bản 6.1 đầu tiên Series 60 (Bây giờ S60)) nền tảng thiết bị đầu tiên tích hợp trong máy ảnh của Nokia.

## Đặc điểm kỹ thuật
- Hệ điều hành: Symbian OS v6.1, Series 60 v1.0 UI
- CPU: 104 MHz ARM 9
- Kiểu dáng:Trượt
- Màn hình TFT, 4096 màu, kích thước 176 x 208 pixels
- Phím joystick điều khiển 5 chiều